# Бухта Маленького Капитана
Бухта Маленького Капитана (также Кутлакская бухта или Веселовская бухта) — залив в Крыму, между мысом Ай-Фока и горой Караул-Оба. Расположена к югу от села Весёлое — по реке Кутлак, устье которой находится в этой бухте.
Бухта закрыта от холодных ветров, дикий пляж бухты составляет около 1 км в длину и 20 метров в ширину. Подводный мир достаточно богат. Недалеко от побережья, на восточных отрогах горы Караул-Оба, сохранились остатки античной крепости Асандра, построенной во время становления Боспорского царства.
Долгое время бухта не имела официального названия и называлась неофициально Веселовской или Кутлакской (с крымскотатарского языка — «угловая») по современному и историческому названию близлежащего села. 29 апреля 2019 года по предложению Совета министров Республики Крым заливу присвоено имя — бухта Маленького Капитана.
Рядом с бухтой расположен пансионат «Марианида».